# NGC 4229
NGC 4229 је лентикуларна галаксија у сазвежђу Ловачки пси која се налази на NGC листи објеката дубоког неба.
Деклинација објекта је + 33° 33' 40" а ректасцензија 12h 16m 38,7s. Привидна величина (магнитуда) објекта NGC 4229 износи 13,3 а фотографска магнитуда 14,2. NGC 4229 је још познат и под ознакама UGC 7299, MCG 6-27-44, CGCG 187-34, PGC 39341.